# Charcot Cove
Die Charcot Cove ist eine Bucht an der Ostküste des antarktischen Viktorialands zwischen dem Bruce Point und Kap Hickey. 
Entdeckt wurde sie von Teilnehmern der Discovery-Expedition (1901–1904) unter der Leitung des britischen Polarforschers Robert Falcon Scott. Benannt ist sie nach dem französischen Polarforscher Jean-Baptiste Charcot (1867–1936). 